# Kojata IV. Hrabišic
Kojata IV. Hrabišic († asi 1228) byl český šlechtic z rodu Hrabišiců. U dvora českého krále Přemysla Otakara I. zastával funkci podstolníka. Ve své závěti z roku 1227 odkázal mimo jiné tehdejší osadu Most zderazskému klášteru křižovníků strážců Božího hrobu u Prahy.

## Život
Narodil se jako syn Hrabiše III. Hrabišice. Měl bratry Hrabiše IV. a Všebora IV. Hrabišice. Prameny ho poprvé zmiňují v roce 1207, kdy nepřímo figuroval na listině svého strýce Slavka I., který se na ní odvolává na souhlas Kojaty a jeho bratra Všebora IV., že může osecký klášter, jenž založil, obdarovat z majetku zesnulého Kojatova otce Hrabiše vesnicí Hrnčířemi, Bylany, části vsi Bojnice a Tolicemi. Kojata k této donaci ještě připojil vinný desátek z Mostu.
Znovu se Kojata v pramenech objevil až na listinném falzu hlásícím se k roku 1220, kdy se poprvé představil v nepříliš prestižní funkci podstolníka. Následně svědčil o dva roky později na imunitním privilegiu krále Přemysla Otakara I. pro konventy a kostely pražské diecéze. Naposledy v úřadu podstolníka vystoupil v červenci 1224. Ve všech těchto listinách se však Kojatovo jméno objevuje pouze v druhé polovině svědečné řady mezi nepříliš významnými šlechtici. Jeho postavení se změnilo, když téhož roku zemřel jeho starší bratr Všebor IV. Kojata ho totiž nahradil mezi předními dvořany krále Přemysla Otakara I. Tak už v další listině z toho roku figuruje na předních místech listiny hned za svým významným bratrancem Bohuslavem I. Hrabišicem, a to jako „syn Hrabišův“. Takto se tituloval až do své smrti. Roku 1225 na královském dvoře svědčil jednou. O rok později zase dvakrát. Z roku 1227 se dochovala jeho závěť, ve které svůj majetek rozdal svým přátelům, příbuzným, klientům a klášterům. V průběhu příštího roku patrně zemřel. Spolu se svým bratrem Všeborem se podílel na stavbě kostela svatého Mikuláše v Potvorově, kostela svatého Jakuba Většího ve Vroutku, kostela svatého Petra a Pavla v Dolním Jamném a založení odnože zderazského kláštera křižovníků strážců Božího hrobu ve Světcích.

## Závěť
Z roku 1227 se dochovaly dvě verze Kojatovy závěti. První na pravé listině a druhá na listinném falzu. Jaromír Kincl se však domníval, že pravé jsou obě verze Kojatovy závěti. Soudil, že Kojata takzvanou verzi A své závěti, která dříve byla pokládaná za falzum, později předělal do finální verze B. Tento dokument každopádně nejlépe pojednává o Kojatových majetcích. Svůj testament sepsal, protože umíral bezdětný – jeho manželka Vratislava mu nedala žádné děti. Aby jeho majetek jako odúmrť nespadl na panovníka, rozhodl se ho proto krátce před smrtí rozdat svým příbuzným a klientům i různým církevním institucím. Panovník se s tím, že Kojata obešel odúmrtní právo, však smířit nehodlal. Svůj souhlas k jeho testamentu nepřipojil a po Kojatově smrti respektoval proto jenom některá jeho darování. Některá proto nakonec stejně spadla na královskou komoru.
Pražskému biskupství Kojata ve své závěti odkázal vesnici Krty. Nejštědřeji však obdaroval zderazský klášter křižovníků. Jemu věnoval osadu Most, vesnici Vroutek se zmíněným kostelem svatého Jakuba Většího a Dolní Jamné s kostelem svatého Petra a Pavla. Další vsi Budíkovice, Kojetice a Jiřinovice, Tlustovousy, Limuzy, Šestajovice a Ostřešany měl klášter získat po smrti Kojatovy manželky Vratislavy. Opatovický klášter od Kojaty obdržel vsi Slavkovice a Mateřov a výnos z každého devátého týdne z trhu a krčem v Mostě. Strahovským premonstrátům přiřkl vesnici Kobeřice, sedleckým cisterciákům zase Sezemice, Krastno, Přelovice a Zminnou.
Svým příbuzným Eufemii a Svatochně Kojata pak odkázal vesnice Drnovice a Račice. Eufemie a Svatochna jsou na listině označeny pojmem sororinae. Historikové vedou spory o to, jak tento pojem vyložit. Zatímco Ladislav Hosák slovo přeložil jako neteře a obě ženy proto považoval za dcery Kojatova bratra Všebora, Josef Žemlička termín sororinae pochopil jako švagrové. Podle jeho výkladu Kojata dvě vesnice daroval manželkám svých bratrů Hrabiše IV. a Všebora. Tomáš Velímský se ve své studii vydané roku 1992 přiklonil Žemličkově původnímu názoru, ale v jiném díle z roku 2002 nejdříve přijímal možnost s neteřemi, následně ještě ve stejné knize však připustil obě varianty. David Papajík se přiklonil k tomu, že Eufemie a Svatochna byly Kojatovými neteřemi.
Svému synovcovi Benešovi, synu své sestry neznámého jména, Kojata odkázal Kladruby, Kokašice a Domaslav. Vesnice Zádub podle Kojatova testamentu měla připadnout jeho služebníkovi Heřmanovi. Krasíkov, Mířkov, Mareš, Kohoutov a Nenkovice získal další jeho služebník Mirkvart. Polžice a jakési Nauisocei obdržel klient Blažej. Bezdružice dostali Vojslav a Bohuslav. Podhoří Kojata odkázal Přibyslavovi a Vladařovi. Budovojovi ves Tis a Jarošovi Jablonnou. Miloslav získal Velebludice, Slatinice Dětřich, Starý Přerov Konrád, Skrchleby Klimeta, Choceň a Bystrec bratři Sezema a Milota a Českou Libchavu a neidentifikovatelný Nalgote služebník Nakaš. Jan dostal Mostek. Loukotí a Volšená připadly Oslovi. Nascalcemi Kojata obdaroval Předbora a Ugercemi Vojslava.

## Pečeť
Kojatova pečeť se zachovala pouze z roku 1227, kterou přivěsil na svou závěť. Byla okrouhlá s průměrem 40 milimetrů a zhotovená z přírodního vosku. Na listinu ji notáři přivěsili pergamenovým proužkem. V jejím poli se nacházely zkřížené hrábě. Právě hrábě měly devět kolíků a u levých počet kolíků nelze rozeznat. Stál na ní opis gotickou majuskulou: SIGILLVM C[…]TE+, který byl oddělen dvojitou linkou. Vnější okraj pečeti měl také linku. Jedná se o nejstarší zachovalou pečeť příslušníka rozrodu Hrabišiců.